# Podarg banyut
El podarg banyut(Batrachostomus cornutus) és una espècie d'ocell de la família dels podàrgids (Podargidae) que habita vegetació de ribera i arbusts de Sumatra i les properes Bangka i Belitung i Borneo amb Banggi.

## Subespècies
- Batrachostomus cornutus cornutus (Temminck) 1822
- Batrachostomus cornutus longicaudatus Hoogerwerf 1962